# Škoda 7Tr
Lo Škoda 7Tr è un modello di filobus realizzato e diffuso nell'allora Cecoslovacchia.

## Storia
Questo filobus viene prodotto in serie orientativamente fra il 1951 ed il 1955, succedendo allo Škoda 6Tr.

## Caratteristiche
È un filobus a due assi con guida a sinistra, a due o tre porte a libro, lunghezza quasi undici metri. L'equipaggiamento elettrico è fornito dall'azienda di Praga "ČKD", sigla di "Českomoravská Kolben Daněk".

## Versioni
Nel breve periodo di produzione, questo modello è stato allestito in pochissime versioni; la foto in alto raffigura il 7Tr4 del 1954.

## Diffusione
Lo Škoda 7Tr era presente esclusivamente nell'allora Cecoslovacchia, come Bratislava e Praga; lo splendido esemplare di Brno, oggi in Slovacchia, è frutto di un accurato restauro.